# Pierre Klossowski
Pierre Klossowski (Paris, 9 de agosto de 1905 – Paris, 12 de agosto de 2001) foi um romancista, ensaísta, filósofo, tradutor, roteirista e pintor francês.

## Publicações em português

### Livros ensaísticos e romances
No Brasil:
- Nietzsche e o Círculo Vicioso. Rio de Janeiro: Pazulin, 2000.
- O Baphomet. Tradução de João Moura Jr. São Paulo : Max Limonad, 1986. - 160 p. : il. ; 20 cm. - (Políticas do imaginário ).
- Sade, meu próximo. Precedido de O Filósofo Celerado. São Paulo: Brasiliense, 1985.

Em Portugal:
- A moeda viva. Tradução de Luís Lima. Lisboa: Antígona, 2008. 84 p., il.
- O banho de Diana. Tradução de Fernando Luis. Lisboa: Cotovia, c1989. 85 p.
- Origens Culturais e Míticas de um certo comportamento das damas romanas. Lisboa: Cotovia, 1991.
- Roberte-nessa-noite; seguido de A revogação do édito de Nantes. Tradução de José Carlos Gonzalez ;  - Lisboa : Livros do Brasil, [D.L. 1976]. - 212 p. ; 22 cm. - (Dois mundos ; 129).
- Sade, meu próximo ; O filósofo celerado. Tradução de Ana Hatherly. 1º edição: Lisboa : Moraes Editores, 1968. - 222 p. ; 18 cm. - (O tempo e o modo ; 41). ; 2º edição: Lisboa, Nova Vega, 2008. 148 p. ; 19 cm. ISBN  978-972-699-850-1

### Artigos
- Circulus Vitious. In: Por que Nietzsche?. Org. e tradução (?) de Carlos Henrique de Escobar. Rio de Janeiro, RJ: Achiamé, [1972?], 102 p. p. 41-48.
- Criação do mundo. In: Acéphale. Nietzsche e os fascistas: uma reparação. Número duplo. Florianópolis: Cultura e Barbárie, 2013.
- Dom Juan segundo Kierkegaard.  In: Acéphale. Dionisos. Número 3 - 4. Florianópolis: Cultura e Barbárie, 2014.
- Duas interpretações recentes de Nietzsche. In: Acéphale. Nietzsche e os fascistas: uma reparação. Número duplo. Florianópolis: Cultura e Barbárie, 2013.
- O Monstro. In: Acéphale. A Conjuração Sagrada. Número I. Florianópolis: Cultura e Barbárie, 2013.